# Gare de Kiso-Fukushima
Pour les articles homonymes, voir Kiso (homonymie).
La gare de Kiso-Fukushima (木曽福島駅, Kiso-Fukushima-eki) est une gare ferroviaire située à Kisofukushima, une localité du bourg de Kiso (district de Kiso), dans la préfecture de Nagano, au Japon. Elle est exploitée par la Central Japan Railway Company (JR Central).

## Situation ferroviaire
La gare de Kiso-Fukushima est située au point kilométrique (PK) 263,8 de la ligne principale Chūō.

## Histoire
La gare a été inaugurée le 5 octobre 1910.

## Service des voyageurs

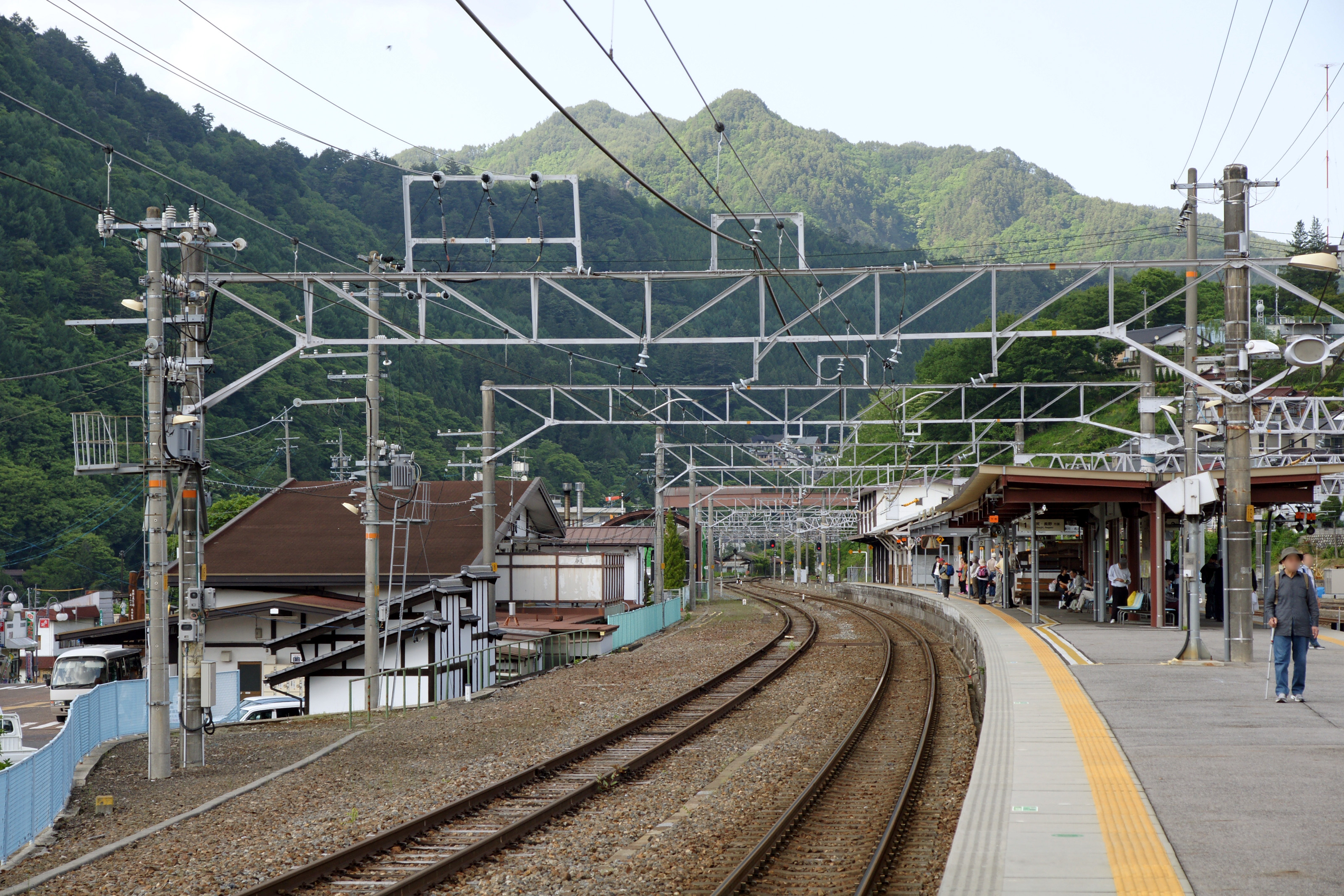
Vue des quais et des voies.

### Accueil
La gare dispose d'un bâtiment voyageurs, avec guichets, ouvert tous les jours.

### Desserte
- Ligne principale Chūō :
  - voie 1 : direction Shiojiri (interconnexion avec la ligne Shinonoi pour Matsumoto et Nagano)
  - voie 2 : direction Nagiso et Nagoya

## Patrimoine ferroviaire

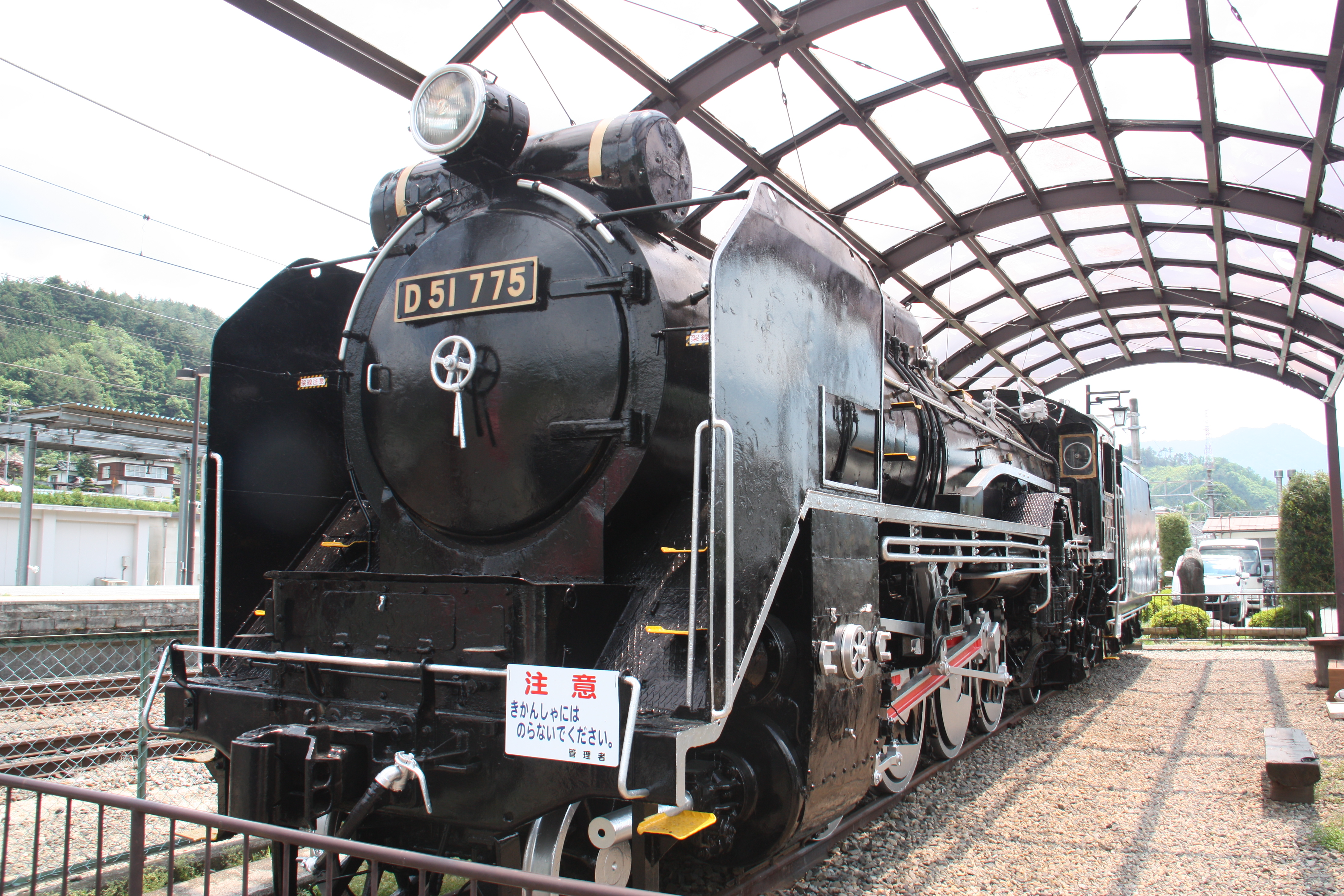
Locomotive à vapeur D51 775.

Une locomotive à vapeur, la D51 775, est préservée et sert de monument à l'extérieur de la gare.